# Danel Sinani
Pour les articles homonymes, voir Sinani.
Danel Sinani, né le 5 avril 1997 à Belgrade, est un footballeur international luxembourgeois jouant au poste d'ailier au FC St. Pauli.

## Biographie

### Carrière en club
Sinani commence sa carrière avec le Racing FC Union Luxembourg avant de rejoindre le F91 Dudelange, où il remporte plusieurs titres nationaux.
En novembre 2018, il marque un but contre l'Olympiacos FC avec le club de Dudelange, ce qui constitue le tout premier but d'un club luxembourgeois en phase de groupes d'une grande compétition européenne.
À l'été 2019, le RE Virton, qui joue dans le championnat belge, fait une proposition de transfert à Sinani, que ce dernier refuse. Plus tard dans l'année, il marque deux buts dans un match de Ligue Europa contre les quintuples vainqueurs de Ligue Europa du Séville FC,. 
En avril 2020, il signe avec Norwich City pour la saison 2020-2021, avec un contrat allant jusqu'en 2023. La date de ses débuts dépend alors de la reprise de la Premier League 2019-2020 en raison de la pandémie de coronavirus. Il est alors sur le point de devenir le premier joueur luxembourgeois de Norwich City.
Le 31 janvier 2023, il est prêté à Wigan Athletic.
À l'issue de la saison 2022-2023, en finissant son contrat, il quitte Norwich City.

### Carrière internationale
Il fait ses débuts internationaux pour le Luxembourg en 2017. Le Kosovo avait précédemment approché Sinani afin de le convaincre d'intégrer sa sélection internationale, ses parents étant originaires de Dragaš. Sinani avait néanmoins refusé la réunion prévue pour en discuter, considérant le Luxembourg comme sa maison.  
Sinani marque trois buts pour le Luxembourg lors de sa campagne UEFA Nations League 2018-2019.

## Statistiques
| Saison                | Club                       | Championnat           | Championnat | Championnat | Championnat | Coupe nationale | Coupe nationale | Coupe nationale | Coupe de la Ligue | Coupe de la Ligue | Coupe de la Ligue | Supercoupe | Supercoupe | Supercoupe | Compétition(s) continentale(s) | Compétition(s) continentale(s) | Compétition(s) continentale(s) | Compétition(s) continentale(s) | Total | Total | Total |
| Saison                | Club                       | Division              | M.          | B.          | P.d.        | M.              | B.              | P.d.            | M.                | B.                | P.d.              | M.         | B.         | P.d.       | Comp.                          | M.                             | B.                             | P.d.                           | M.    | B.    | P.d.  |
| 2014-2015             | Racing FCU                 | Promotion d'honneur   | 15          | 3           | 2           | 2               | 0               | 0               | -                 | -                 | -                 | -          | -          | -          | -                              | -                              | -                              | -                              | 17    | 3     | 2     |
| 2015-2016             | Racing FCU                 | Division nationale    | 23          | 3           | 8           | 3               | 1               | 0               | -                 | -                 | -                 | -          | -          | -          | -                              | -                              | -                              | -                              | 26    | 4     | 8     |
| 2016-2017             | Racing FCU                 | Division nationale    | 24          | 6           | 4           | 5               | 2               | 2               | -                 | -                 | -                 | -          | -          | -          | -                              | -                              | -                              | -                              | 29    | 8     | 6     |
| Sous-total            | Sous-total                 | Sous-total            | 62          | 12          | 14          | 10              | 3               | 2               | -                 | -                 | -                 | -          | -          | -          | -                              | -                              | -                              | -                              | 72    | 15    | 16    |
| 2017-2018             | F91 Dudelange              | Division nationale    | 22          | 9           | 11          | 1               | 0               | 0               | 1                 | 2                 | 0                 | -          | -          | -          | C1                             | 2                              | 0                              | 0                              | 26    | 11    | 11    |
| 2018-2019             | F91 Dudelange              | Division nationale    | 25          | 7           | 8           | 4               | 0               | 1               | -                 | -                 | -                 | -          | -          | -          | C1+C3                          | 2+12                           | 0+4                            | 1+0                            | 43    | 11    | 10    |
| 2019-2020             | F91 Dudelange              | Division nationale    | 16          | 14          | 4           | 1               | 1               | 1               | -                 | -                 | -                 | -          | -          | -          | C1+C3                          | 2+11                           | 0+9                            | 0+3                            | 30    | 24    | 8     |
| Sous-total            | Sous-total                 | Sous-total            | 63          | 30          | 23          | 6               | 1               | 2               | 1                 | 2                 | 0                 | -          | -          | -          | -                              | 29                             | 13                             | 4                              | 99    | 46    | 29    |
| 2020-2021             | Norwich City B             | Reserve League        | 1           | 1           | -           | -               | -               | -               | -                 | -                 | -                 | -          | -          | -          | -                              | -                              | -                              | -                              | 1     | 1     | 0     |
| Sous-total            | Sous-total                 | Sous-total            | 1           | 1           | -           | -               | -               | -               | -                 | -                 | -                 | -          | -          | -          | -                              | -                              | -                              | -                              | 1     | 1     | 0     |
| 2020-2021             | Waasland-Beveren (prêt)    | Division 1A           | 18+2        | 3+1         | 1           | 1               | 0               | -               | -                 | -                 | -                 | -          | -          | -          | -                              | -                              | -                              | -                              | 21    | 4     | 1     |
| Sous-total            | Sous-total                 | Sous-total            | 20          | 4           | 1           | 1               | 0               | -               | -                 | -                 | -                 | -          | -          | -          | -                              | -                              | -                              | -                              | 21    | 4     | 1     |
| 2021-2022             | Huddersfield Town B (prêt) | Reserve League        | -           | -           | -           | 1               | 1               | -               | -                 | -                 | -                 | -          | -          | -          | -                              | -                              | -                              | -                              | 1     | 1     | 0     |
| 2021-2022             | Huddersfield Town (prêt)   | Championship          | 39+3        | 6+1         | 4           | 3               | 0               | 1               | 2                 | 0                 | 0                 | -          | -          | -          | -                              | -                              | -                              | -                              | 47    | 7     | 5     |
| Sous-total            | Sous-total                 | Sous-total            | 42          | 7           | 1           | 3               | 0               | 4               | 2                 | 0                 | 0                 | 0          | 0          | 0          | -                              | 0                              | 0                              | 0                              | 47    | 7     | 5     |
| 2022-2023             | Norwich City               | Championship          | 15          | 1           | 2           | 1               | 0               | 1               | 1                 | 1                 | 1                 | -          | -          | -          | -                              | -                              | -                              | -                              | 17    | 2     | 4     |
| Sous-total            | Sous-total                 | Sous-total            | 16          | 1           | 2           | 1               | 0               | 0               | 1                 | 1                 | 1                 | 0          | 0          | 0          | -                              | 0                              | 0                              | 0                              | 18    | 2     | 3     |
| 2022-2023             | Wigan Athletic (prêt)      | Championship          | 9           | 0           | 0           | -               | -               | -               | -                 | -                 | -                 | -          | -          | -          | -                              | -                              | -                              | -                              | 9     | 0     | 0     |
| Sous-total            | Sous-total                 | Sous-total            | 9           | 0           | 0           | 0               | 0               | 0               | 0                 | 0                 | 0                 | 0          | 0          | 0          | -                              | 0                              | 0                              | 0                              | 9     | 0     | 0     |
| 2023-2024             | FC St. Pauli               | 2. Bundesliga         | 7           | 0           | 0           | 1               | 0               | 0               | -                 | -                 | -                 | -          | -          | -          | -                              | -                              | -                              | -                              | 8     | 0     | 0     |
| Sous-total            | Sous-total                 | Sous-total            | 7           | 0           | 0           | 1               | 0               | 0               | 0                 | 0                 | 0                 | 0          | 0          | 0          | -                              | 0                              | 0                              | 0                              | 8     | 0     | 0     |
| Total sur la carrière | Total sur la carrière      | Total sur la carrière | 218         | 56          | 44          | 23              | 5               | 5               | 4                 | 3                 | 1                 | 0          | 0          | 0          | -                              | 29                             | 13                             | 4                              | 274   | 77    | 54    |

## Palmarès

### En club
F91 Dudelange
- Division nationale
  - Champion : 2018 et 2019
- Coupe du Luxembourg
  - Vainqueur : 2019

 FC St. Pauli
- 2. Bundesliga
  - Champion : 2024

### Récompenses individuelles
En 2019, Sinani a reçu le prix du footballeur luxembourgeois de l'année.

## Vie privée
Sinani est né à Belgrade, en Serbie, dans la République fédérale de Yougoslavie, de parents gorans originaires de Dragaš. Il a déménagé au Luxembourg avec sa famille à l'âge de 5 ans.